# Paradela (Miranda do Douro)
Paradela is een plaats (freguesia) in de Portugese gemeente Miranda do Douro en telt 165 inwoners (2001).